# Epicopeia polydora
Epicopeia polydora là một loài bướm đêm thuộc họ Epicopeiidae. Nó được tìm thấy ở Đông Nam Á, bao gồm Việt Nam và Thái Lan.
Đây là một day-flying moth.